# Chisumulu
Chisumulu är en ö i Malawi. Den ligger i Malawisjön i distriktet Likoma District och regionen Northern Region, i den norra delen av landet. Arean är 3,0 kvadratkilometer. På ön finns buskskog och gräsmarker.